# Сакалиби
Сакалиби су Словени који су побегли из Јустинијанове војске, а 821. године под вођством Томе Словена и уз помоћ Арапа, дигли велики устанак. 
Крајем VII века Арапи су у својим освајањима допрли до византијског дела Мале Азије настањеном словенским живљем, које је често дизало устанке против цара Јустинијана II. Очекујући помоћ од Арапа, око 20.000 Словена побегло је из Јустинијанове војске, а 821. године под вођством Томе Словена и уз помоћ Арапа, дигли су велики устанак. 
Ове Словене Арапи су називали Сакалиби.
У X веку, много Сакалиба живело је у Шпанији, посебно у Кордоби, где су дошли са Арапима. Било их је више од 12.000 само у халифској гарди. Напредовали су до високих положаја, како у војсци, тако и у влади Кордопског калифата.